# フルサト (ONE☆DRAFTの曲)
「フルサト」は、J-POPグループ・ONE☆DRAFTのデビューシングルである。2007年3月21日発売。発売元はソニー・ミュージックアソシエイテッドレコーズ。

## 概要
- 同年5月16日付のUSEN総合チャートで1位を記録し、2007年度上半期チャートでも5位を記録した。
- 表題曲は故郷や、家族への想いを歌った楽曲。カップリング曲はコーラスにJUJUが参加している。

## 収録曲
1. フルサト
  - 作詞・作曲：LANCE、RYO／編曲：CHOKKAKU
  - シネカノン配給映画「キトキト!」エンディングテーマ
2. 桜咲く頃 feat. JUJU
  - 作詞・作曲：LANCE／編曲：谷口尚久
  - ソフトバンクモバイル「ホークスケータイ　SoftBank 812SH」CMソング
3. フルサト -movie version-
  - 編曲：OCTOPUSSY
  - 映画「キトキト!」では、こちらのバージョンが使われた。
4. フルサト -instrumental-
5. 桜咲く頃 -instrumental-